# Chlorkyuygenit
Chlorkyuygenit ist ein selten vorkommendes Mineral  aus der Mineralklasse der „Oxide und Hydroxide“ mit der Endgliedzusammensetzung Ca12Al14O32[(H2O)4Cl2]. Es kristallisiert mit kubischer Symmetrie mit der Struktur von Chlormayenit.
Chlorkyuygenit entwickelt nur sehr kleine, farblose Kristalle oder rundliche Körnchen von unter 0,1 mm Größe. Die Kristalle zeigen Flächen des Triakistetraeder {211}.
Gebildet wird Chlorkyuygenit bei niedrigen Druck und hohen Temperaturen bei der Umwandlung von Chlormayenit durch ein wasserreiches Fluid.

## Etymologie und Geschichte
Seit Beginn des 20. Jahrhunderts ist ein kubisches Calciumaluminat bekannt, für das damals die Zusammensetzung 5CaO · 3Al2O3 angegeben wurde. Da Calciumaluminate wichtige Verbindungen von Zementklinkern sind, wurden sie seither intensiv untersucht.
Die Struktur dieser Verbindung wurde 1936 von W. Büssem und A. Eitel am Kaiser-Wilhelm-Institut für Silikatforschung in Berlin-Dahlem aufgeklärt. Im Zuge der Strukturaufklärung korrigierten sie die Zusammensetzung zu 12CaO · 7Al2O3, C12A7 in der Zementchemische Notation.
Die ersten Funde eines natürlichen, kubischen Calciumaluminats wurden 1963 von L. Heller in einem Sprurritfels im Nalhal Ayalon-Aufschluss der Hatrurim-Formation in Israel gemacht. Es ist ein gängiges Mineral in vielen Aufschlüssen der pyrometamorphen Hatrurim-Formation.
Als neues Mineral beschrieben wurde es ein Jahr später von Gerhard Hentschel zusammen mit Brownmillerit in Kalksteineinschlüssen aus Laven des Ettringer Bellerberges mit der Zusammensetzung Ca12Al14O33. Er benannte das neue Mineral nach der nahegelegenen Stadt Mayen Mayenit.
Das Chloranalog von Mayenit, die Verbindung 11CaO · 7Al2O3 · CaCl2, wurde 2008 von Tomoyuki Iwata und Mitarbeitern vom Nagoya Institute of Technology in Nagoya, Japan, synthetisiert und die Struktur untersucht.
Ein hydratisierter Chlormayenit aus dem Ignimbriten der Chengem Caldera in der nordkaukasischen Republik Kabardino-Balkarien in Russland wurde 2013 von Evgeni Galuskin und Mitarbeitern beschrieben und mit dem Namen Kyuygenit, nach dem Fundort, dem Berg Kyuygen-Kaya, von der CNMNC der IMA als neues Mineral anerkannt.
Im Zuge der Neudefinition der Mayenit-Obergruppe seit 2010 wurden Mayenite verschiedener Fundorte erneut untersucht. Alle natürlich vorkommenden Mayenite enthalten Fluor oder Chlor und die von Hentschel angegebene Zusammensetzung konnte in keinem Fall bestätigt werden. Mayenit wurde daraufhin als Mineralname verworfen, neue Minerale der Mayenitgruppe entdeckt und neue Namen eingeführt und, darunter auch Chlorkyuygenit für den Kyuygenit aus der Chengem Caldera.

## Klassifikation
In der strukturellen Klassifikation der International Mineralogical Association (IMA) gehört Chlorkyuygenit zusammen mit Chlormayenit, Fluorkyuygenit und Fluormayenit in der Mayenit-Obergruppe zur Mayenitgruppe mit weniger als 4 Cl und 2 Si pro Formeleinheit.
Da der Chlorkyuygenit erst 2012 als eigenständiges Mineral anerkannt wurde, ist er weder in der seit 1977 veralteten 8. Auflage noch in der von der IMA zuletzt 2009 aktualisierten 9. Auflage der Strunz’schen Mineralsystematik verzeichnet. Auch die vorwiegend im englischen Sprachraum gebräuchliche Systematik der Minerale nach Dana führt den Chlorkyuygenit noch nicht auf.
Im zuletzt 2018 überarbeiteten und aktualisierten Lapis-Mineralienverzeichnis nach Stefan Weiß, das sich aus Rücksicht auf private Sammler und institutionelle Sammlungen noch nach dieser alten Form der Systematik von Karl Hugo Strunz richtet, erhielt das Mineral die System- und Mineral-Nr. IV/A.07-045. In der „Lapis-Systematik“ entspricht dies der Klasse der „Oxide und Hydroxide“ und dort der Abteilung „Oxide mit dem Stoffmengenverhältnis Metall : Sauerstoff = 1 : 1 und 2 : 1 (M2O, MO)“, wo Chlorkyuygenit zusammen mit Bitikleit, Brownmillerit, Chlormayenit, Dzhuluit, Elbrusit, Fluorkyuygenit, Fluormayenit, Shulamitit, Srebrodolskit, Tululit und Usturit die unbenannte Gruppe IV/A.07 bildet.

## Chemismus
Chlorkyuygenit mit der Endgliedzusammensetzung [X]Ca12[T]Al3+14O32[W][(H2O)4Cl2] ist das Chlor-Analog von Fluorkyuygenit ([X]Ca12[T]Al3+14O32[W][(H2O)4F2]) sowie das H2O-Analog von Chlormayenit ([X]Ca12[T]Al3+14O32[W][□4Cl2]), wobei [X], [T] und [W] die Positionen in der Mayenitstruktur sind und □ (Leerstelle) für eine unbesetzte Gitterposition steht.
Die empirische Zusammensetzung aus der Typlokalität ist
- [X]Ca11,979[T](Al12,986Fe3+0,823Si0,179Ti0,033)O32[W][(H2O)3,767Cl2,234(OH)0,296][4]

Die Abweichungen von der idealen Zusammensetzung gehen im Wesentlichen auf zwei Mischkristallreihen zurück. Zum einen wird Fe3+ auf den [T]-Positionen eingebaut, entsprechend der Austauschreaktion
- [T]Al3+ = [T]Fe3+ (hypothetisches Fe-Analog von Chlorkyuygenit),

zum anderen führt die Mischkristallbildung mit Wadalit zu geringen Si-Gehalten zusammen mit leicht erhöhten Gehalten einwertiger Ionen auf der [W]-Position
- [T]Al3+ + [W]□ = [T]Si4+ + [W]Cl− (Wadalit)

Der Einbau von OH-Gruppen, wie beim Chlormayenit oder Fluorkyuygenit, wurde im Chlorkyuygenit aus der Typlokalität nicht beobachtet.

## Kristallstruktur
Chlorkyuygenit kristallisiert mit kubischer Symmetrie in der Raumgruppe I43d (Raumgruppen-Nr. 220) mit 2 Formeleinheiten pro Elementarzelle. Der natürliche Mischkristall aus der Typlokalität hat dem Gitterparameter a = 12.0285 Å.
Die Struktur ist die von Chlormayenit. Aluminium (Al3+) besetzt die zwei tetraedrisch von 4 Sauerstoffionen umgebenen Z-Positionen. Sie bilden ein Tetraedergerüst, das miteinander verbundene Käfige umschließt. Jeder dieser Käfige ist mit zwei Calcium (Ca2+)- Ionen besetzt, die von 6 Sauerstoffen unregelmäßig umgeben sind. In ihrem Zentrum zwischen den Calciumionen enthalten 1/3 der Käfige ein Chlorion (Cl−), die übrigen 4 [W]-Positionen enthalten H2O.

## Bildung und Fundorte
Chlorkyuygenit bildet sich kontaktmetamorph bei niedrigen Druck und hohen Temperaturen bei der Hydratation von Chlormayenit durch ein wasserreiche Fluid.
Chlorkyuygenit ist bislang (2023) nur in seiner Typlokalität, dem Skarn-Xenolithen No. 1 aus den Ignimbriten des Berges Kyuygen-Kaya der Chengem Caldera in der nordkaukasischen Republik Kabardino-Balkarien in Russland nachgewiesen worden. Er findet sich hier als Einschluss in Chegemit, Reinhardbraunsit und Srebrodolskit oder als Kruste um Wadalit. Weitere Begleitminerale sind Fluorchegemit, Kumtyubeit, Rondorfit, Hydroxylellestadit, Lakargiit, Perowskit, Kerimasit, Elbrusit, Minerale der Ettringit-Gruppe, Hydrocalumit, Bultfonteinit, und Grossular-Katoit-Mischkristalle.